# Фрідріх Густав Єгер
Фрідріх Густав «Фріц» Єгер (нім. Friedrich Gustav «Fritz» Jäger; 25 вересня 1895, Кірхберг-ан-дер-Ягст — 21 серпня 1944, Берлін) — німецький офіцер, оберст вермахту. Учасник Липневої змови. Кавалер Лицарського хреста Залізного хреста.

## Біографія
Перед початком Першої світової війни вступив фанен-юнкером у гренадерський полк Королева Ольга (1-й вюртемберзький) № 119 в Штутгарті. Воював у Фландрії, Франції і на річці Соча. Отримав 6 поранень, відзначений рядом нагород.
Після війни вивчав сільське господарство. В 1919 році вступив у Німецьку робітничу партію, яка в 1920 році була перейменована у Націонал-соціалістичну німецьку робітничу партію. Член добровольчого корпусу Оберланд. В 1920 році відмовився брати участь у Каппському заколоті і покинув НСДАП.
В 1934 році призначений у 29-й піхотний полк. В 1938 році брав участь в окупації Судетської області. В 1939 році встановив контакт із представниками опору в армії — Гансом Остером, Фрідріхом Ольбріхтом і Людвігом Беком. Учасник Французької кампанії і боїв на Східному фронті.
В 1942 році брав участь у Сталінградській битві, де отримав поранення і був евакуйований в Люблін після того, як захворів на тиф.
В 1943 році погодився з пропозицією вбивства Адольфа Гітлера, хоча за своїми християнськими переконаннями прагнув віддати Гітлера під суд, а не вбивати.
Після замаху 20 липня 1944 Єгер, як командувач резервними танковими військами, отримав наказ від Клауса фон Штауффенберга заарештувати вищих офіцерів СС і Йозефа Геббельса. Коли солдати Єгера дізнались, що Гітлер вижив, вони відмовились виконувати наказ. В той же день Єргера заарештували співробітники гестапо. В Італії також заарештували його сина. 21 серпня Народна судова палата засудила Єгера до смертної кари і в той же день його повісили у в'язниці Пльотцензеє, а все майно сім'ї конфіскували.

## Особисте життя
23 лютого 1918 року одружився з Марі-Елізабет Шлеє. Дружина загинула під час британського бомбардування 17 лютого 1942 року.
В шлюбі народився єдиний син — Краффт Вернер Єгер, також учасник Опору.

## Пам'ять
За сприяння Краффта Єгера 25 вересня 1999 року на будинку, де народився Єгер, встановили меморіальну табличку з нагоди 100-річчя з дня його народження.
У Вюнсдорфі є вулиця, названа на його честь — Алея Фріца Єгера (нім. Fritz-Jaeger-Allee).

## Нагороди
У зв'язку з причетністю до замаху на фюрера Єгера позбавили всіх звань, посад і нагород.
- Залізний хрест 2-го і 1-го класу
- Медаль «За військові заслуги» (Ліппе)
- Військовий хрест за героїчний вчинок (Ліппе)
- Медаль «За військові заслуги» (Вюртемберг) в золоті (30 серпня 1915)
- Почесний хрест 4-го класу ордена дому Ліппе з мечами
- Золотий нагрудний знак «За поранення» — за 6 поранень.
- Сілезький Орел 2-го ступеня
- Пам'ятна військова медаль (Угорщина) з мечами
- Пам'ятна військова медаль (Австрія) з мечами
- Почесний хрест ветерана війни з мечами
- Медаль «За вислугу років у Вермахті» 4-го класу (4 роки)
- Застібка до Залізного хреста
  - 2-го класу (1939) — як майор і командир батальйону 8-го піхотного полку
  - 1-го класу
- Лицарський хрест Залізного хреста (26 травня 1940) — як майор і командир 2-го батальйону 8-го піхотного полку